# Bavares
Les Bavares, ou Babares (en libyque Babar), sont une confédération berbère située en Maurétanie césarienne.
Deux confédérations portant le même nom, existaient : les Bavares occidentaux, qui se maintenaient dans l’ouest de la Maurétanie Césarienne, et les Bavares orientaux, confédération de courte durée centrée sur la Petite Kabylie. Il existe également d'autres communautés qui portent le nom des Bavares dans l'Atlas saharien.

## Ethnonyme
Babar est le nom libyque des Bavares, il est romanisé sous la forme Bavares (Babares), cet ethnonyme est souvent déformé dans les sources écrites en Barbares, une forme qui n’a rien à voir avec Barbari (les Barbares). Le nom de « Barbares » a été identifié comme étant celui des Bavares, les chercheurs, historiens et archéologues, ont favorisé cette approche. Gabriel Camps a retenu les formes Bavares / Babares / Barbares.
L’origine libyque de ce nom transcrit de diverses manières est confirmée par l’épigraphie : dans une inscription libyque trouvée en Algérie, le défunt s’appelle BBR. Le même nom est attesté par une épigraphe latino-punique de Tripolitaine où le défunt est qualifié de lul Babar (« de la tribu Babar »). Des épitaphes latines trouvées en Algérie permettent de recenser les cognomina suivants : Baberius (Baverius) attesté à Theveste et Thubursicum Bure et Barbarus bien attesté comme cognomen en divers endroits de la province de Numidie.
De nos jours, une commune de la wilaya de Khenchela se nomme Babar et se trouve non loin de Ras Babar et aux sources de l’oued Bedger appelé aussi l’oued des Beni Barbar. On retrouve le nom libyque Babar dans l’ethnonyme arabisé Beni Babar/ Beni Barbar. Documenté par des sources d’époque moderne, cet ethnonyme a connu une dispersion dans trois aires de peuplement situées dans l’antique Numidie : l’Aurès oriental (massif du Chechar essentiellement), le Tafrent situé au nord-est de Mascula (Khenchela) et une région au nord de Madouros (M'daourouch). Le terme Bavare peut provenir également de Houaras

## Localisation
Deux confédérations portant le même nom, existaient en Maurétanie césarienne : les Bavares occidentaux, qui se maintinrent dans l’ouest de la Maurétanie césarienne pendant des siècles, et les Bavares orientaux, confédération de courte durée centrée sur les Babors et le Guergour. Il s’agissait de deux groupes homonymes, avec peut-être une lointaine origine commune, mais sans doute séparés depuis au moins la Protohistoire et évoluant dès lors de manière indépendante l’un de l’autre.
La documentation épigraphique signalant les Bavares tantôt dans la partie occidentale de Maurétanie césarienne, tantôt en Numidie, suggère un territoire et un champ d’action très vaste. Les Bavares orientaux occupent une zone principalement en Maurétanie sétifienne, tandis que les limites territoriales des Bavares occidentaux étaient situées entre les monts de Trara, et le Dahra et de l’Ouarsenis. Les deux confédérations regroupent plusieurs gentes.
Les Bavares étaient à l’intérieur des limes romains, les divers conflits et insurrections découlent de l’occupation de l’espace et de la maîtrise des déférentes aires géographiques. Les Bauares Transtagnenses (qualificatif latin qui signifie « au-delà des marais »), sont situés au-delà du Chott ech Chergui dans le Djebel Amour.
Il existe une autre communauté, les Babari (Beni Babar/ Beni Barbar) dans les Aurès qui a traversé les siècles, de l’Antiquité à nos jours, en conservant son territoire-refuge dans le Djebel Chechar. Ce sont des montagnards transhumants dont la romanisation et la christianisation sont relativement tardives. Ils se disent « Zénètes » selon une tradition recueillie chez eux par Masqueray et Allégro.

## Histoire
Les Bavares sont principalement connus par des documents épigraphiques et littéraires romains des IIIe, IVe et Ve siècles. Les documents les désignent soit comme des populations montagnardes semi-nomades, soit comme des populations sédentaires. Les Bavares occidentaux formaient, dans l'Ouarsenis et l'Oranais, une grande confédération, attestée du début du IIIe siècle à la fin du IVe siècle.
La première trace qui peut être datée du règne de Sévère Alexandre est une inscription relatant un colloquium entre un légat romain et un prince baquate après une victoire romaine. La dissolution de la Legio III Augusta en 238, avait laissé assez de champ libre pour les tribus réfractaires à l’hégémonie romaine. Les révoltés poussèrent jusqu'aux confins numido-maurétaniens, où des combats sont signalés et où des trésors furent enfouis.
Le danger Bavare était particulièrement grand en Maurétanie Césarienne. Les Bavares orientaux animent les grands soulèvements maurétaniens entre 253 et 298, mais ils restent cantonnés par la puissance romaine dans leurs montagnes et coupés de la plaine. Ils décident alors de former une coalition avec d'autres peuples. Les Romains gagnent plusieurs batailles mais n'arrivent pas à venir complètement à bout de la menace bavare, tant en Maurétanie qu'en Numidie. Les révoltes s’étendent chez les Bavares du sud de l’Oranie, mentionnées par des inscriptions inédites découvertes dans la région d'El Bayadh. On trouve aussi des Bavares derrière Firmus lors du soulèvement du IIIe siècle.
Un exemple nous permet de saisir la situation des Bavares au IVe siècle : la ville d’Altava, qui était composée de populations bavares sédentaires, aux noms romains mais aux institutions pérégrines à une époque où la romanisation semble s'estomper dans la région. Les Bavares occidentaux font une partie de la population du royaume de Djeddar. Certains des sujets de Masuna devaient certainement être également des Bavares.
Au cours du IIIe, une des gentes de la confédération orientale supplante momentanément la gens principale, celle des Ucutamani (Kotama) qui exerça la primauté sur l’ensemble de la fédération. La gens Bavare qui donna son nom à la fédération dut s’épuiser dans les insurrections et après la guerre de Firmus, les Ucutamani reprennent leur prépondérance au IVe siècle. Sous le nom de Kotama, ils jouent le principal rôle dans l’épopée fatimide.
En Oranie et dans la région de Tlemcen appelée au Moyen Âge « bilād Zanāta », les Houaras et les Zénètes sont les héritiers des antiques Bavares occidentaux. En effet, le nom collectif ou « fédératif » des Babari aurait été éclipsé d’abord par celui des Avares (attestés au Ve siècle), ensuite par celui des Zanenses (Zénètes) au VIIe siècle.